# Petr Johana
Petr Johana (Most, República Checa, 1 de noviembre de 1976), futbolista checo. Juega de defensa y su actual equipo es el FK Mladá Boleslav de la Gambrinus Liga de la República Checa.

## Selección nacional
Ha sido internacional con la Selección de fútbol de la República Checa, ha jugado 13 partidos internacionales.

## Clubes
| Club               | País            | Año       |
| ------------------ | --------------- | --------- |
| FK Baník Most      | República Checa | 1996-2000 |
| Slovan Liberec     | República Checa | 2000-2003 |
| Sparta de Praga    | República Checa | 2003-2005 |
| Vestel Manisaspor  | Turquía         | 2005-2007 |
| FK Baník Most      | República Checa | 2007-2008 |
| SC Wiener Neustadt | Austria         | 2008-2010 |
| FK Mladá Boleslav  | República Checa | 2010-     |

## Palmarés

### Campeonatos nacionales
| Título                     | Club            | País            | Año  |
| -------------------------- | --------------- | --------------- | ---- |
| Copa de la República Checa | Slovan Liberec  | República Checa | 2000 |
| Gambrinus Liga             | Slovan Liberec  | República Checa | 2002 |
| Copa de la República Checa | Sparta de Praga | República Checa | 2004 |
| Gambrinus Liga             | Sparta de Praga | República Checa | 2005 |